# God’s Great Banana Skin
God’s Great Banana Skin (рус. Великая божья банановая кожура) — двенадцатый студийный альбом английского певца и музыканта Криса Ри, вышедший в 1992 году.

## Об альбоме
В названии альбома обыгрывается банановая кожура, на которой поскальзывается человек, как метафора неудачи. Как пояснял Ри в интервью, «идея песни родилась из разговора с дочерью, которая хотела посмеяться над своим недоброжелателем, допустившим промах (поскользнувшимся на банановой кожуре, образно говоря). Я объяснил, что не стоит смеяться над тем, кто оказался не прав, даже если этот человек был несправедлив по отношению к тебе, ведь этим ты искушаешь бога бросить «кожуру банана» и для тебя».
Альбом содержит одну из самых длинных композиций в творчестве Криса Ри — «Nothing to Fear» продолжительностью свыше 9 минут.

## Список композиций
Слова и музыка всех песен — Криса Ри.
| №   | Название                  | Длительность |
| --- | ------------------------- | ------------ |
| 1.  | «Nothing to Fear»         | 9:10         |
| 2.  | «Miles Is a Cigarette»    | 4:15         |
| 3.  | «God’s Great Banana Skin» | 5:15         |
| 4.  | «90’s Blues»              | 5:10         |
| 5.  | «Too Much Pride»          | 4:25         |
| 6.  | «Boom Boom»               | 5:10         |
| 7.  | «I Ain’t the Fool»        | 4:00         |
| 8.  | «There She Goes»          | 4:35         |
| 9.  | «I’m Ready»               | 4:50         |
| 10. | «Black Dog»               | 4:10         |
| 11. | «Soft Top, Hard Shoulder» | 4:30         |

## Участники записи
- Крис Ри — вокал, гитара; продюсер
- Роберт Авай — гитара
- Сильвин Марк — бас-гитара
- Макс Миддлтон[англ.] — фортепиано, клавишные
- Мартин Дитчэм — ударные, ударная установка
- Вэл Чалмерз — бэк-вокал
- Эмма Уиттл — бэк-вокал
- Нил Амор — инженер
- Саймон Уолл — помощник инженера и продюсера
- Крис Уэлч — иллюстрации